# 第4回20か国・地域首脳会合
第4回20か国・地域首脳会合（だい4かい20かこく・ちいきしゅのうかいごう、別名：G20首脳会合、G20金融サミット、G20トロント・サミット、英語: G20 Toronto Summit）は、2010年6月26日・27日にカナダオンタリオ州トロントのメトロ・トロント・コンベンション・センターで開催されたG20首脳会合である。
サミットでは、財政改革の進捗状況の評価や持続可能な景気刺激策の展開、また国際的な銀行税の導入、および自由貿易の推進などについて話し合われ、G20の参加国から21名の代表者に加え、6つの招待国の指導者および8つの国際機関の代表者がに参加した。
サミット開催に先立ちホスト国カナダのスティーヴン・ハーパー首相は、世界不況が長引き景気刺激策が期待されていることを念頭に、トロントサミットのテーマは「回復と新たな始まり」となるだろうと述べた。G20サミットの直前にあたる2010年6月25日・26日には第36回G8サミットがオンタリオ州マスコーカ地域（ムスコカ）のハンツビルで開催される予定であったことから、ハーパー首相は当初6月26日・27日のG20サミットもそのままハンツビルで開催しようと考えたが、事務局側からこれだけの規模の訪問団や報道関係者を受け入れるには街が小さすぎるとの指摘もあり、G20サミットはトロントで開催されることとなった。
サミット開催にあたり、カナダ各地域の警察官からなる統合治安部隊 (Integrated Security Unit)  (ISU) が組織され、サミット期間中のトロント中心部 (Downtown Toronto) の警備を担った。G8サミットと併せたこの治安維持活動はカナダ史上最大の規模であり、また最高額の活動でもある。警備に加え、インフラ整備や歓迎費用など、サミットの準備に掛かった費用の総額はおよそ8億5800万カナダドルにのぼる。

## 議題
サミットで話し合われるべき議題について、G20各国の間では意見に食い違いがみられた。進行中であった世界的不況や欧州の政府債務危機からの回復はサミットの主要な議題であったが、サミット首脳の間ではこれらの問題に取り組むにあたりどのような戦略をとるかで意見が分かれていた。欧州連合 (EU) 側は財政緊縮政策をとって赤字を削減するべきと唱えたが、対照的にアメリカは経済成長を下支えするために景気刺激策を継続する重要性を説いた。サミットでEU諸国は財政支出を予定通り削減し予算の均衡化を図ると説明したが、中国、インド、およびアメリカは代案として経済不況の悪影響を緩和するため財政出動の規模を増額し景気を刺激する案を支持した。EU側はまた、国際的な銀行税、ロビン・フッド税 (Robin Hood tax) の導入も提案したが、アメリカとカナダはこの案に反対した。その他、アフリカおよび他途上国に対する国際的開発と継続的な援助も懸案議題として取り上げられた。招待国の一部からはイスラエルのガザ地区封鎖  (Blockade of the Gaza Strip)  や北朝鮮の核開発問題を非難する声もあがり、またアメリカからはアフガニスタンの政治腐敗および治安問題が提起された。

## 準備

### 警備

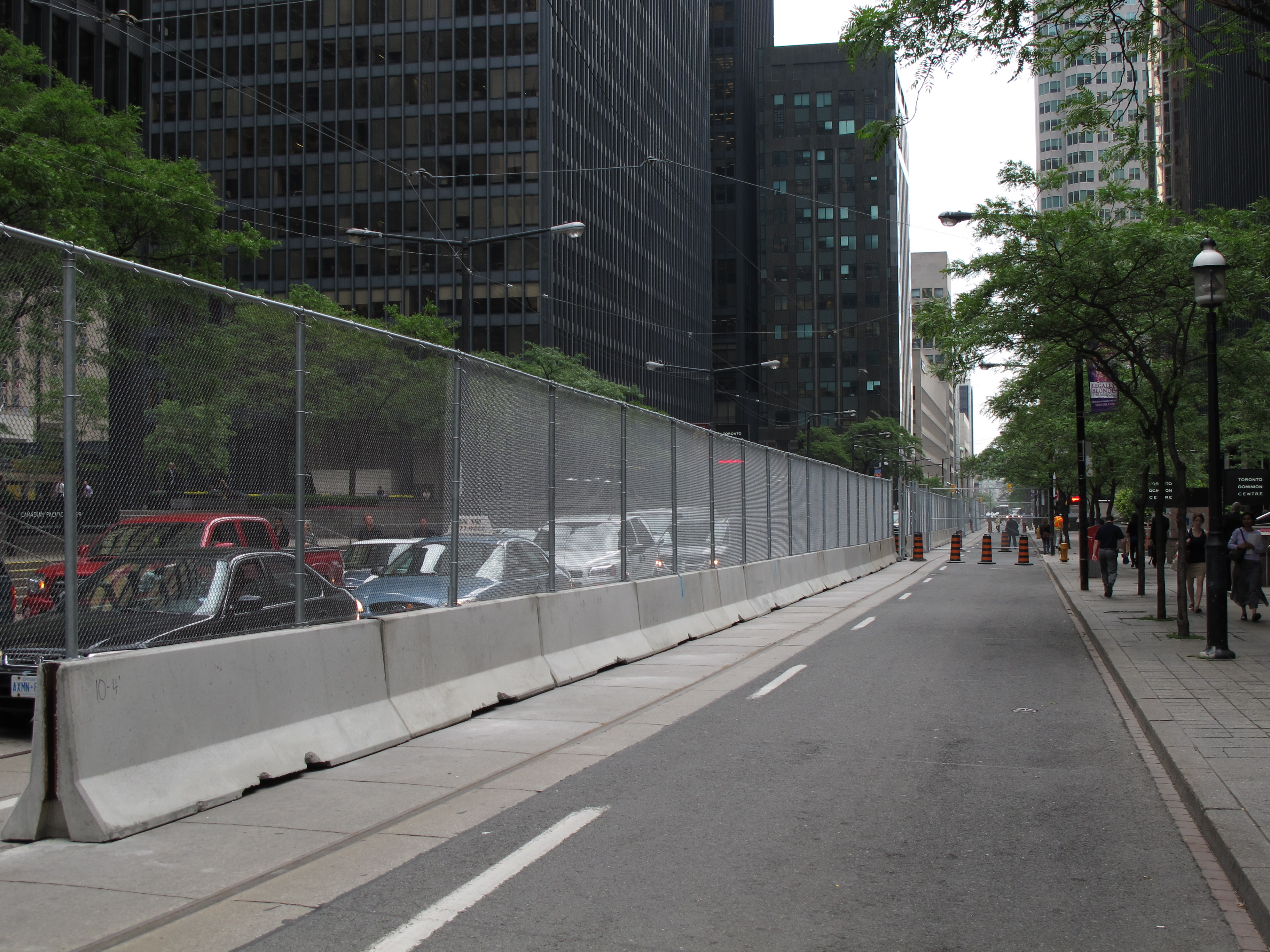
ウェリントン通りの中央部に設置されたセキュリティ・フェンス。

警備の準備は2010年2月中頃から始められた。
警備・巡回活動一般はトロント市警察、オンタリオ州警察、王立カナダ騎馬警察およびカナダ軍が担当し、訪問団来訪期間中の
トロント・ピアソン国際空港（ミシサガ市）の警備はピール地域警察に割り当てられた。これら5つの組織によって、2010年バンクーバーオリンピック開催の際の統合治安部隊  (Integrated Security Unit) (ISU) と同様の統合治安部隊が編制された。またヨーク地域警察、ハルトン地域警察、バリー市警察、ウォータールー地域警察、ナイアガラ地域警察、ハミルトン市警察、オタワ市警察の他ケベック州のモントリオール市警察からも警察官が追加派遣されている。カルガリー市警察からはサミットの1週間前になって150人の警察官がボランティアで警備に参加した。
カナダのグローブ・アンド・メール紙は、サミット期間中に制服警官1万人、警備員1,000人に加えカナダ軍数部隊が投入される見込みであると報じた。北アメリカ航空宇宙防衛司令部(NORAD)は、グレータートロント上空でCF-18 ホーネット戦闘機、CH-124 シーキングヘリコプター、CH-146 グリフォンヘリコプターなど低空飛行させる対テロ演習「アマルガム・ヴァーゴ  (Amalgam Virgo) 」を5月6日・7日に行っている。G8・G20両サミットの警備総額は10億ドルと見積もられ、カナダ政府の負担となる。ただしこれには地域経済への損害賠償額は含まれていない。
ISUは、キング・ストリートを北端とし、南端をレイク・ショア・ブールバール(湖岸通り)、東端をヤング・ストリート、西端をスパディナ・アベニューとする警戒区域を設定し、サミット期間中の乗用車乗り入れを制限した。この区域内に居住する住民にはサミット前に登録カードが発行されているが、住民以外で区域内に入ろうとする歩行者は、38あるチェックポイントで写真付きの身分証明書を2つ提示し通行許可を受けて初めて中に入ることができる。サミット会場であるメトロ・トロント・コンベンション・センターは周囲をセキュリティ・フェンスで囲まれており、市民やサミット抗議者は中に立ち入ることができない。この高さ3メートルのフェンスは公共事業・政府サービス省の発注を受けたカナダSNC-Lavalin社によってつくられ、オンタリオ州ゴームリーの2社が取り付け作業を行い、550万ドルかけて6月7日から工事が始められた。この他、トロント市警察は区域内に77の監視カメラを新たに設置し、またサミットの為だけに長距離音響装置 (LRAD)も4台購入した。またISUは暴動鎮圧のために放水砲の使用も決めた。

### インフラ整備
サミット期間中に出た逮捕者の仮収容所にはイースト・アベニューの元映画撮影所が指定された。トロント市警は当初トリニティ・ベルウッズ・パークを抗議デモを行える地区に指定したが、地元住民の反対を受けてクイーンズ・パークの北側に再設定した。カナダの郵便局カナダ・ポスト (Canada Post) は保安地区内にある郵便ポストすべてを撤去すると発表した。トロント駐車場管理局 (Toronto Parking Authority) も同様に一部でパーキングメーターを撤去した。会場コンベンションセンター周囲の歩道にある小さな街路樹も、サミット抗議者らによって武器として使われるおそれがあるとして移設された。この他ニュースペーパーボックス745台、ゴミ箱200箇所、郵便受け70カ所、屋根付きバス待合所29カ所、案内板5カ所も撤去された。

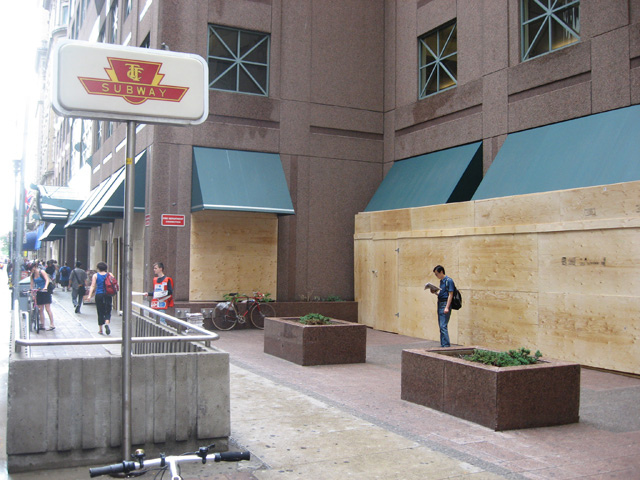
抗議暴動対策のため窓に板を打ちつけたトロント市地下鉄キング駅周辺の店舗

トロント中心部に本店のあるカナダ最大の銀行は、従業員がトロント中心部から離れた施設、自宅や他の支店、で働くようにする計画を立てた。
オンタリオ州酒類管理委員会(Liquor Control Board of Ontario, LCBO)は、暴動による略奪からの保護を目的にトロント市中心部の酒店7店舗をサミット期間中閉店すると発表した。この他、トロント地下街「PATH」、CNタワー、トロント大学、アートギャラリー・オブ・オンタリオに加え、オンタリオ州議会議事堂 (Ontario Legislative Building) もサミット期間中は閉鎖された。
サミット期間中の6月25日から27日まで、メジャーリーグのトロント・ブルージェイズ対フィラデルフィア・フィリーズ戦が保安区域にあたるトロント市中心部のロジャース・センターで3試合予定されていたが、ファンの反対を押し切る形でフィリーズの本拠地であるフィラデルフィアのシチズンズ・バンク・パークに移された。多くのファンが2009年シーズンまでブルージェイズのエースとして活躍し2010年にフィリーズに移籍したロイ・ハラデイの凱旋試合となることを期待したが、これは2011年まで持ち越されることとなった。カナダのエンターテインメント会社、マービッシュ・プロダクション (Mirvish Productions) は、ミュージカル「ロック・オブ・エイジズ」と「マンマ・ミーア!」のサミット期間中の公演を中止した。またファクトリーシアターも同じくサミット中の公演中止を発表している。
オンタリオ州ミシサガ (オンタリオ州)ミシサガのトロント・ピアソン国際空港からトロント市内コンベンションセンターまでを結ぶオンタリオ・ハイウェイ427号線とガーディナー高速道路  (Gardiner Expressway) は一定期間ごとに専用車の行列のため閉鎖され、2本の高速道路沿いで警察無線封鎖も行った。ガーディナー高速道路のヤング・ストリートおよびベイ・ストリート出口もサミット期間中は閉鎖された。トロント交通局はコンベンションセンター近くの地下鉄駅は閉鎖されず運行もつづけたがバスはルートを変更され路面電車で駅が地下にあるクイーンズ・キー駅は閉鎖された。VIA鉄道はサミット期間中ユニオン駅閉鎖し、代替シャトルバスを運行した。カナダの非営利民間航空管制法人NAVカナダ  (Nav Canada)  はカナダ上空への乗り入れを商用便に限定、その他は半径30ノーティカルマイル(56km)以内の制限した。ポーター航空はビリー・ビショップ・トロント・シティー空港に発着を許可された。トロント区教育委員会とトロントカトリック区教育院海は6月25日トロント中心部の六校でのスクールバス運行を中止、身体に障害を持つ児童1万人を含む生徒4万5000人が影響を受けた。
エキシビション・プレイス内のダイレクトエナジーセンターには、国際メディア、ジャーナリスト報道陣リポーター向けのメディアセンターがつくられた。カナダ連邦政府およびオンタリオ州政府はこのメディアセンター内に「エクペリエンス・カナダ」または「カナダ・コリドー」という名の広さ20,000-平方フート (1,858 m2)のパビリオンを建設し、カナダ観光を国際的にアピールした。また、パビリオン内には実物大のディスプレイを3台設置された。カナダビジネスの成功例を紹介する「シティスケープ」、2010 FIFAワールドカップの試合やメディア向けキオスクの位置などを映し出す「ザ・ブリッジ」、ムスコカコテージ・カウントリーをモデルにした人工湖畔「ノーザン・オンタリオ・オアシス」である。このうちノーザン・オンタリオ・オアシスには大型スクリーンにムスコカの自然が映し出され、寄付されたカヌーがその前に置かれ、ディスプレイの波打ち際にはジャーナリストたちが一息つけるデッキチェアや携帯電話充電ステーションが設置された。これら国際メディアセンター、エクスペリエンス・カナダ・パビリオン、および人工湖の総工費は各々2300万ドル、190万ドル、5万7千ドルにのぼり、コストがかかり過ぎであるとして批判の的となった。

## 出席者

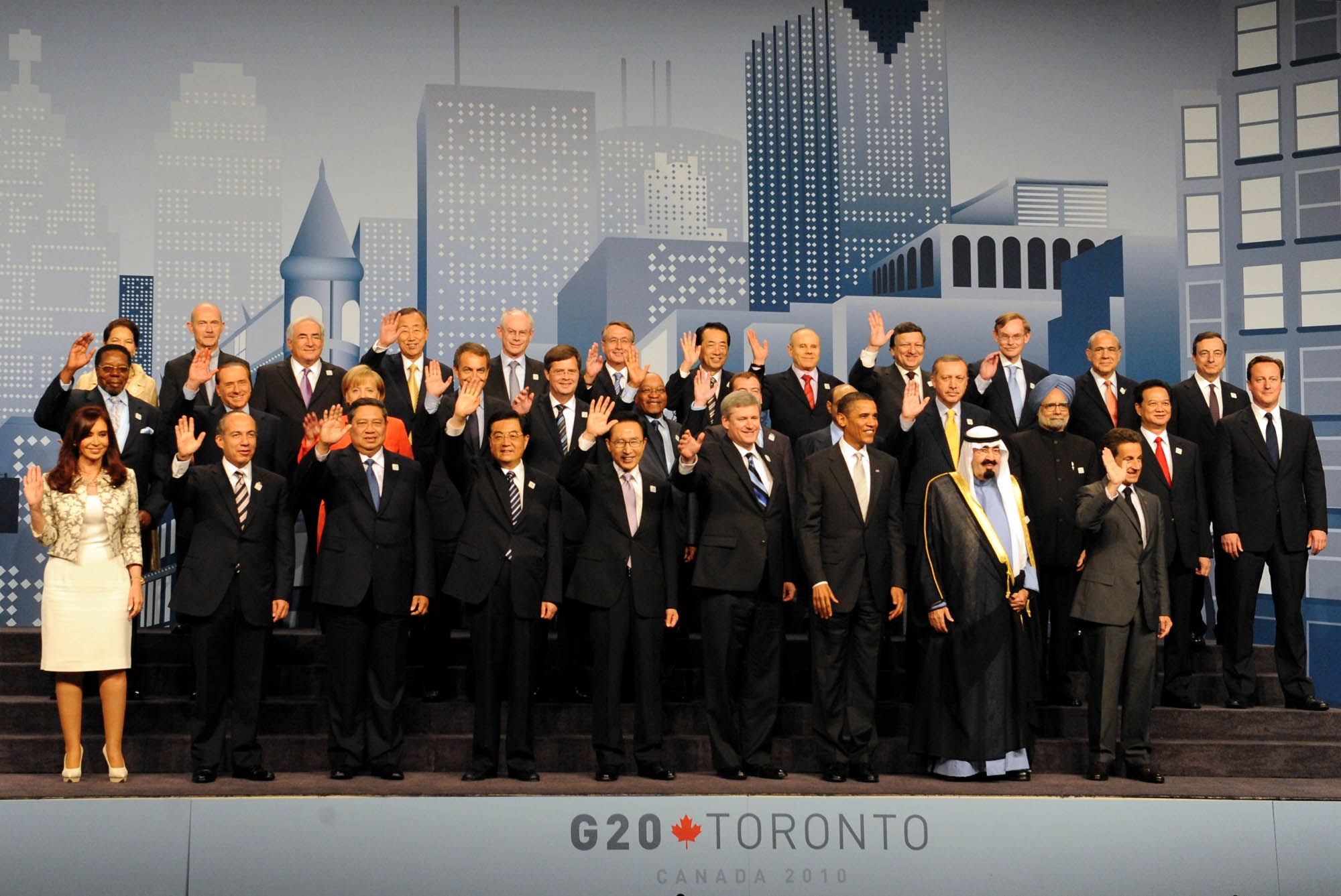
トロント・サミットに出席した首脳

2010年5月8日、カナダのスティーブン・ハーパー首相はサミット出席者を発表し、招待国としてアフリカ大陸からはG20メンバーである南アフリカの他エチオピアとマラウイの首脳が招かれた。またオランダ、スペイン、ベトナム、ナイジェリア各国の首脳もサミットに招待された。
トロント・ピアソン国際空港がG8およびG20サミット訪問団の公式入国港に指定され、フランスのニコラ・サルコジ大統領と中国の胡錦濤国家主席が最初にカナダ入りした。このうち胡主席のカナダ訪問はカナダへの国賓としての公式訪問を兼ねており、カナダ総督ミカエル・ジャンがオタワで胡主席を出迎えた。南アフリカのジェイコブ・ズマ大統領とナイジェリアのグッドラック・ジョナサン大統領は6月24日にカナダに到着した。6月25日にはイギリスのデービッド・キャメロン首相もカナダ入りし、カナダ海軍設立100周年の記念式典参加のためハリファックスに立ち寄っている。他のG8首脳も25日にカナダに入国した。
経済協力開発機構(OECD)、国際労働機関、エチオピア、マラウイ、ナイジェリア、ベトナムは、このトロント・サミットが初のG20サミット参加となる。イギリスのキャメロン首相と日本の菅直人総理大臣は第36回G8サミットとこのG20サミットが初の国際会議出席である。オーストラリアからは、2010年6月24日に首相となったばかりのジュリア・ギラード首相の代理としてウェイン・スワン副首相がサミットに参加した。ブラジルのルイス・イナシオ・ルーラ・ダ・シルヴァ大統領は同国で起きた大洪水の対応のためブラジルに留まり、代りにグイド・マンテガ財務大臣がサミットに出席した。ハンツビルでのG8サミット終了後、英キャメロン首相は予定していた飛行機が悪天候で離陸できなくなったため、米国大統領の専用ヘリコプター「マリーンワン」に同乗しバラク・オバマ大統領と共にトロント入りした。

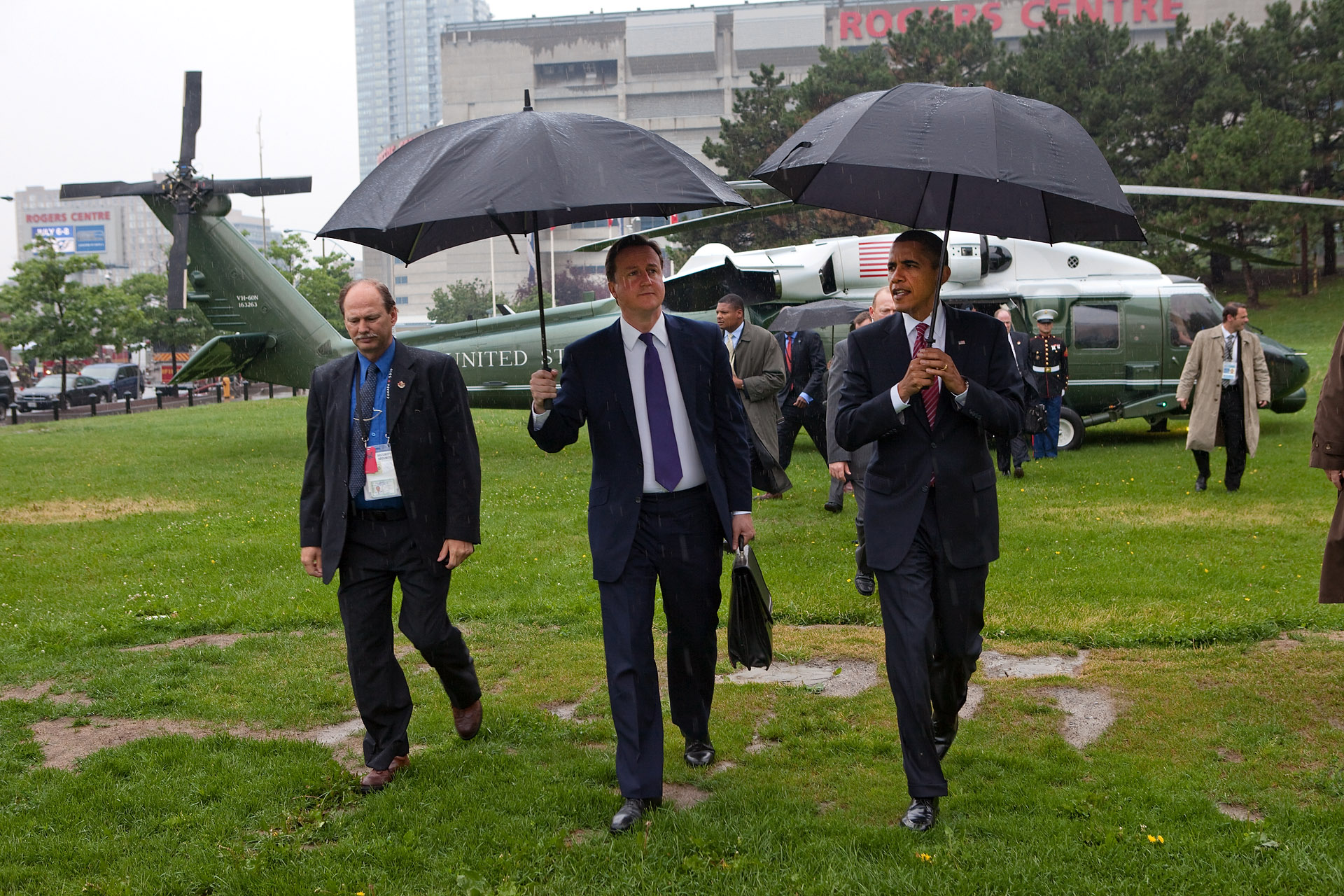
ハンツビルから米大統領専用ヘリ「マリーンワン」でトロント入りしたオバマ大統領（右）とキャメロン首相（中央）。

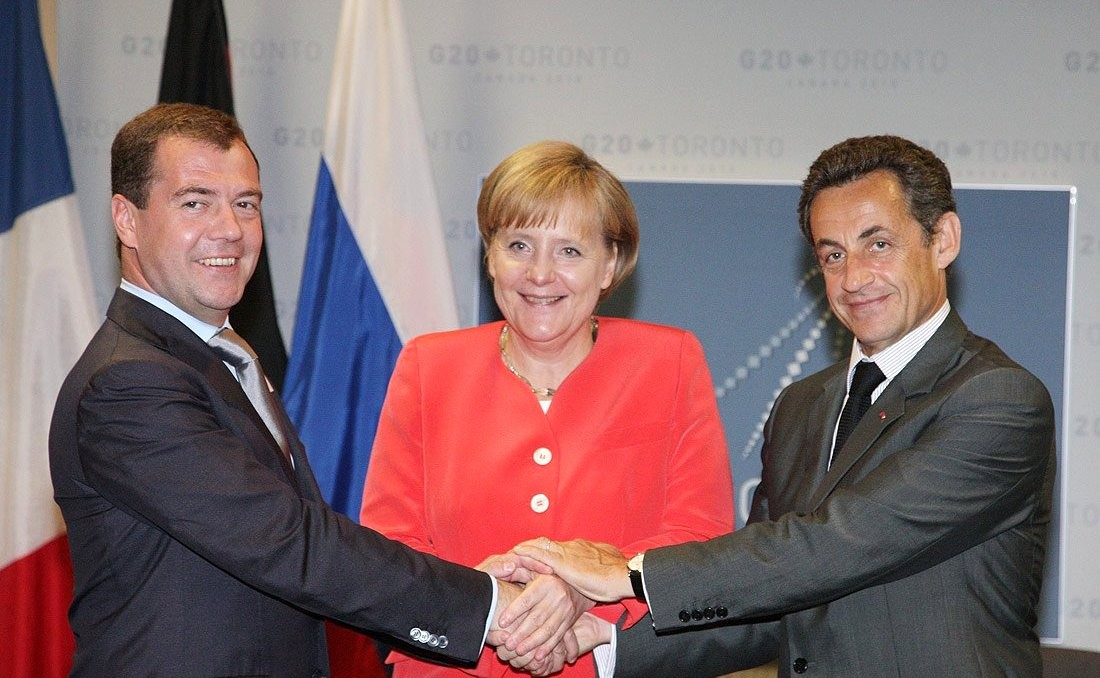
握手を交わす（左から）露メドヴェージェフ大統領、独メルケル首相、仏サルコジ大統領。

| - G-20 出席者 - 太字はホスト国 | - G-20 出席者 - 太字はホスト国 | - G-20 出席者 - 太字はホスト国                 | - G-20 出席者 - 太字はホスト国 |
| G20参加国                      | G20参加国                      | 出席者                                         | 役職                           |
| ------------------------------ | ------------------------------ | ---------------------------------------------- | ------------------------------ |
| アメリカ合衆国の旗             | アメリカ                       | バラク・オバマ                                 | 大統領                         |
| イギリスの旗                   | イギリス                       | デービッド・キャメロン                         | 首相                           |
| フランスの旗                   | フランス                       | ニコラ・サルコジ                               | 大統領                         |
| ドイツの旗                     | ドイツ                         | アンゲラ・メルケル                             | 首相                           |
| 日本の旗                       | 日本                           | 菅直人                                         | 内閣総理大臣                   |
| イタリアの旗                   | イタリア                       | シルヴィオ・ベルルスコーニ                     | 首相                           |
| カナダの旗                     | カナダ                         | スティーヴン・ハーパー                         | 首相                           |
| ロシアの旗                     | ロシア                         | ドミートリー・メドヴェージェフ                 | 大統領                         |
| 中華人民共和国の旗             | 中国                           | 胡錦濤                                         | 国家主席                       |
| インドの旗                     | インド                         | マンモハン・シン                               | 首相                           |
| ブラジルの旗                   | ブラジル                       | グイド・マンテガ                               | 財務相                         |
| メキシコの旗                   | メキシコ                       | フェリペ・カルデロン                           | 大統領                         |
| 南アフリカ共和国の旗           | 南アフリカ                     | ジェイコブ・ズマ                               | 大統領                         |
| オーストラリアの旗             | オーストラリア                 | ウェイン・スワン                               | 副首相                         |
| 大韓民国の旗                   | 韓国                           | 李明博                                         | 大統領                         |
| インドネシアの旗               | インドネシア                   | スシロ・バンバン・ユドヨノ                     | 大統領                         |
| サウジアラビアの旗             | サウジアラビア                 | アブドゥッラー・ビン・アブドゥルアズィーズ     | 国王                           |
| トルコの旗                     | トルコ                         | レジェップ・タイイップ・エルドアン             | 首相                           |
| アルゼンチンの旗               | アルゼンチン                   | クリスティーナ・フェルナンデス・デ・キルチネル | 大統領                         |
| 欧州連合の旗                   | 欧州委員会                     | ジョゼ・マヌエル・バローゾ                     | 委員長                         |
| 欧州連合の旗                   | 欧州理事会                     | ヘルマン・ファン・ロンパウ                     | 議長                           |
| 招待国                         |                                |                                                |                                |
| 国名                           | 国名                           | 出席者                                         | 役職                           |
| スペインの旗                   | スペイン                       | ホセ・ルイス・ロドリゲス・サパテロ             | 首相                           |
| オランダの旗                   | オランダ                       | ヤン・ペーター・バルケネンデ                   | 首相                           |
| ナイジェリアの旗               | ナイジェリア                   | グッドラック・ジョナサン                       | 大統領                         |
| エチオピアの旗                 | エチオピア                     | メレス・ゼナウィ                               | 首相                           |
| マラウイの旗                   | マラウイ                       | ビング・ワ・ムタリカ                           | 大統領                         |
| ベトナムの旗                   | ベトナム                       | グエン・タン・ズン                             | 首相                           |
| 国際機関                       |                                |                                                |                                |
| 国際機関名                     | 国際機関名                     | 出席者                                         | 役職                           |
| 国際連合の旗                   | 国際連合                       | 潘基文                                         | 事務総長                       |
|                                | 世界銀行                       | ロバート・ゼーリック                           | 総裁                           |
|                                | 世界貿易機関                   | パスカル・ラミー                               | 事務局長                       |
|                                | OECD                           | アンヘル・グリア                               | 事務総長                       |
|                                | 金融安定化理事会               | マリオ・ドラギ                                 | 議長                           |
|                                | 国際労働機関                   | フアン・ソマビア                               | 事務局長                       |
|                                | 国際通貨基金                   | ドミニク・ストロス＝カーン                     | 専務理事                       |
|                                | NEPAD                          | メレス・ゼナウィ                               | 議長                           |
|                                | アフリカ連合                   | ビング・ワ・ムタリカ                           | 総会議長                       |
|                                | ASEAN                          | スリン・ピッスワン                             | 事務総長                       |
| グエン・タン・ズン             | ASEAN                          | 議長                                           |                                |

## 抗議デモ

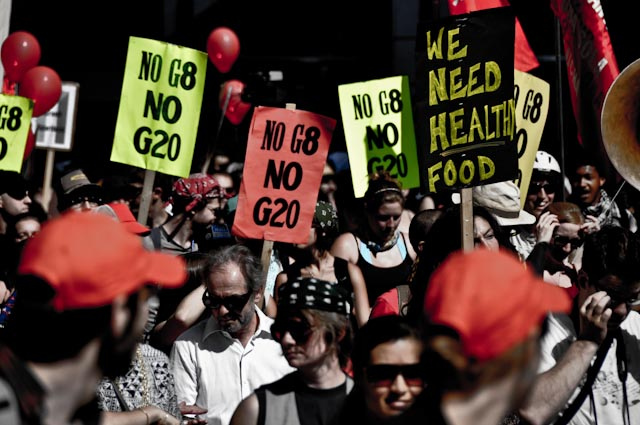
反G20を掲げた抗議デモ

トロントサミットではサミットを標的とした抗議デモがトロント中心部で発生した。初め、オタワでアナキストらが銀行に火炎瓶を投げ込む事件が発生、犯人グループはトロントのG20サミットにも行くとの声明を発表した。このような治安を脅かす事件が発生したことで、ISU（統合治安部隊）による警備体制がより強化されることとなった。
オックスファム・カナダ (Oxfam Canada) やOCAP (Ontario Coalition Against Poverty、貧困に対抗するオンタリオ連合)などによる組織的な抗議デモがサミット開催の前の週からはじまった。貧困、LGBTの権利、資本主義とグローバリゼーション、先住権、そしてサミットそのものについての問題が抗議の対象となった。一部の逮捕者を除き、抗議運動は概ね平和的手法で行われた。
サミット初日、抗議者はその数を増し、いくつかの通りは立入禁止となった。当初平和的であった抗議活動も、やがて群衆の中から黒い服装をしたブラック・ブロック（Black Bloc）と呼ばれる手法で抗議する一団があらわれ、トロント中心街のファストフード店、小売店、銀行や地元商店の窓ガラスを割りはじめた。さらにはパトカーも放火され、報道機関の車両も被害を受けた。病院、ショッピングセンターやホテルの周辺は厳重封鎖され、公共交通機関は市中心部を迂回する形で運行された。
翌日になると警備は強化され軍部隊も増員された。イースタン・アベニューの仮収容所前では警察による暴行に抗議するデモが起こり、500人近くが逮捕された。ブラック・ブロック行為を行う者がいるとみられた一団は警官隊によって夜間数時間にわたり「包囲」された。この結果、逮捕され一週間以上拘留された人は1100人以上にものぼった。ISUはサミット会場から一定距離に入ったものを逮捕し、マスコミでは警官には身分証明を求め会場敷地の5ｍ内に立ち入った市民を拘留する権限があると報じられたが、後にそうした法律は存在しないことが明らかとなった。このため、抗議デモで逮捕された人々は警察の対応を非難した。

## 成果

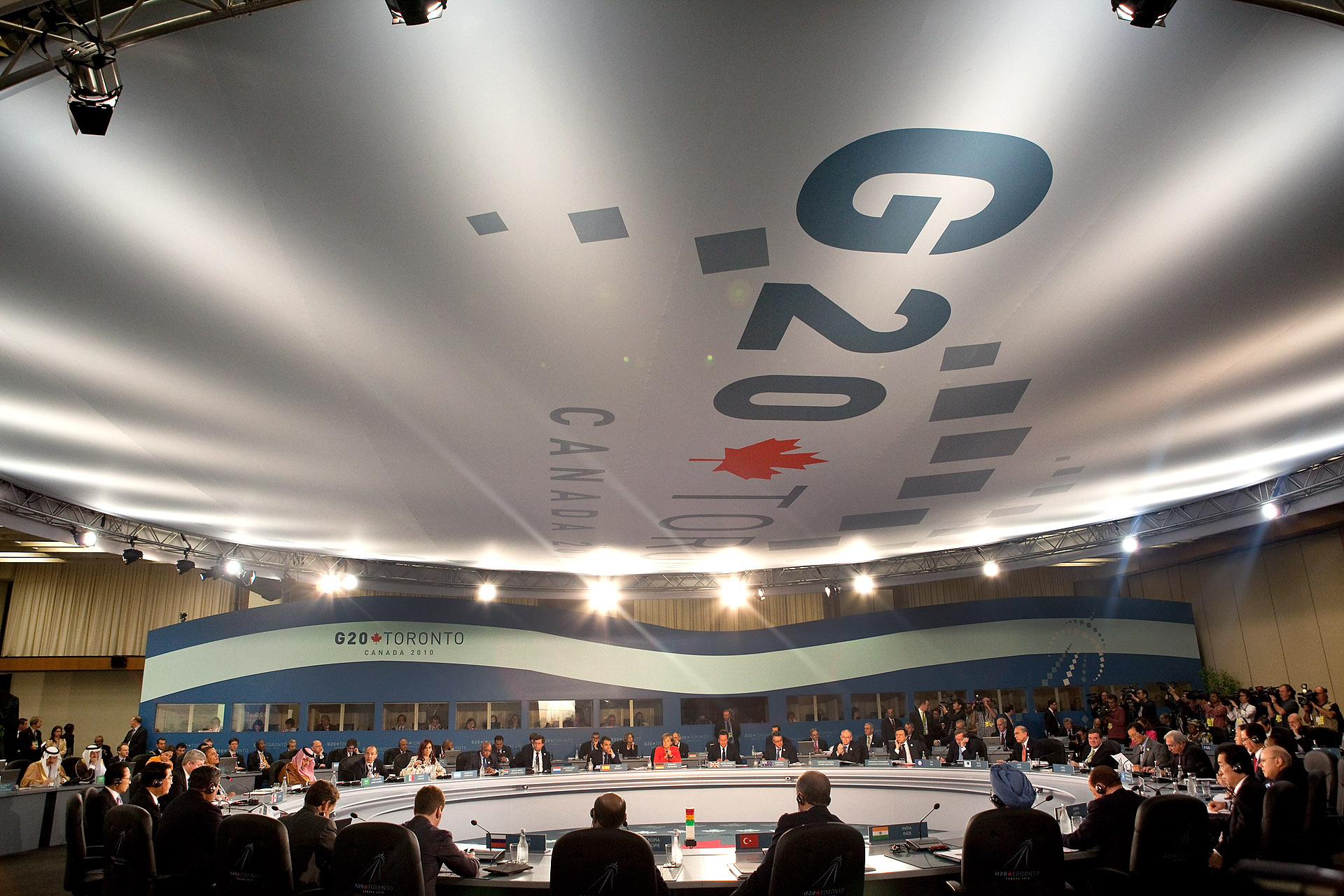
6月27日、メトロ・トロント・コンベンションセンターで会合を行うG20首脳。

トロントサミットでは、前回のピッツバーグサミットと同じような成果は得られないと予想されていた。これは、ほとんどの国が前回サミット後に世界不況から回復ステージに移行しつつあり、新しい問題が提起される可能性はごくわずか。
6月26日夜に開かれたG20首脳ワーキングディナーで、南アフリカのジェイコブ・ズマ大統領はアフリカ大陸の開発のため国際社会とアフリカのより連携を促し「アフリカからG20に参加したものとしてこれだけは言っておきたい。私達、途上国も先進国も共により強固でより効率的な成長と発展のために、平等な国際関係を推進しなくてはならない」と述べた。
サミットで、バラク・オバマ大統領は世界経済の回復はまだ「脆弱」と警告し、アメリカの輸出を増やす起爆剤としてアメリカと韓国の間の自由貿易協定を提案した。先進国首脳のなした重要合意事項は2013年までに年間赤字を半分にまで削減する。また首脳らは各国の債務対GDP比を引き下げることで合意した。金融機関への課税は金融機関金融部門改革にかかる費用へ寄付金がもとめられることで合意、ただし寄付金の徴収方法は各国政府に委ねられた。参加者は金融機関は将来のショック (経済)のときのためより高い金融資本を保持することが求められることも決議。気候変動と食料安全保障問題についても話し合われ、より地球にやさしい (environmentally friendly) 経済成長をするとの宣言が繰り返えされた。
サミット閉幕直後に公表された『G20トロントサミット宣言』では、多くの国で失業率が高いままであり、金融危機の影響も並行して残っているとして、世界経済は回復しつつあるものの「深刻な挑戦はまだ残っている」とされた。国際通貨基金(IMF)は、サミット後に発表した文書で急激な赤字削減は経済成長を鈍化させると述べた。『Top Ten Commandments for Fiscal Adjustment in Advanced Economies（先進諸国の財政調整における10カ条）』と題されたこの報告書では、バランスの取れた公共支出は債券市場を安定させ、支出自体を比較的低めに抑えることによって金利上昇を抑制しつつ、民間投資を促すものと主張した。また中国のような新興国は多額の貿易黒字を計上しているため、内需拡大には先進国に頼らず自国政府の支出額を増やして対応することが推奨された。

## 批判

### コスト面での批判
G8およびG20サミットの開催費用は政治論争の種となりまた地元市民団体の批判の的ともなった。両サミットになぜ巨額の費用がかかったかについて政治家や地元団体は疑問を呈している。国会議員のオリビア・チャウとマーク・ホランドは当初の予算11億ドルは「節度を欠いて」おり「常軌を逸している」と主張、また別の議員はカナダで長年の懸案事項であった、トロント市のトランジット・シティ (Transit City) 計画におけるライトレール交通（次世代型路面電車）構想などにお金をつかうこともできたはずだと述べている。この二つのサミットに掛かる警備費用は、2010年2月-3月のバンクーバーオリンピックとパラリンピックに掛かった費用8億7800万ドルを上回るものと想定されていたが、2010年10月カナダ庶民院 (下院)の出した最終計算結果では両サミットの警備費用は8億5790万1850.31ドルと、冬季オリンピックのそれを下回った。
2009年のロンドン・サミットとピッツバーグ・サミットの警備費用はそれぞれ3000万ドル1800万ドルであったが、当初トロント・サミットはこれらを越えて過去最高の開催経費がかかるものとの意見があった。だが、カナダ議会予算局のケビン・ペイジ (Kevin Page) 局長のG8ムスコカ・サミットとトロント・サミットに関する公式報告では、他国は同様の会合経費について全額を公開するような形ではなく、ピッツバーグサミットの警備経費1800万ドルは単に地元警察官の残業手当や他地域からの当局関係者の出張手当でしかないとの見解を示している。カナダ安全情報局の元局長でバンクーバーオリンピックおよびG8/G20サミット統合治安部隊隊長を務めたワード・エルコック (Ward Elcock) は警備に掛かった額は実際は前回サミットと「同等だ」と述べている。カナダ財務相ジム・フラハティ (Jim Flaherty) は警備費用への批判について「安全確保のために十分な費用を支出する必要があった。今回はカナダが費用を払う版だったということだ。サミット開催を引き受けないか、トロントでの安全を保障すべく必要な経費を支出するか、どちらかでしかない」と反論した。
総工費2300万ドルの国際メディアセンター、特にエキシビション・プレイス内につくられた190万ドルのパビリオン「エクスペリエンス・カナダ」と5万7000ドルの人工池は広い層から「税金の無駄遣いだ」として批判の的となった。批判の矛先は主にハーパー首相とカナダ保守党へと向けられた。反対グループの中には人工池を「ハーパーのフォリー（フォリー follyには「愚行」と「装飾目的の建物」の二つの意味がある」と揶揄する声もあった。カナダ国会下院の庶民院では議員マーク・ホランドが「政府は、世界の指導者を招待するのではなく、レディー・ガガでも呼んでパーティーでもするつもりだったのだろうか」と批判した。
サミットの目的を間違った方向に導いた カナダの特徴を誇示する　サミットの議題をすすめる
attribute
According to some critics, the spending misled the objective of the summits into showing off Canada's attributes instead of promoting the summits' agendas.。カナダ新民主党の党首だったジャック・レイトン (Jack Layton) は「世界のどんな国よりも池の多いここカナダで、あえて人工池を作らないではいられないのが今の政府だ。この偽物の池の底に行き着くのは納税者だ」とハーパー内閣を糾弾した。これに対しカナダ交通相ジョン・ベアードはサミットは「カナダが出来る最高のものを紹介するチャンスだ」と述べた。またローレンス・キャノン外相は世界的なイベントを開催する国で、世界にその国の良いところを見せようとするのは「普通のこと」だとした
またハーパー首相は「（世界的会議を開催することで）国を売り込むというのは古典的な手法だ」と反論した。サミット開催時、人工池はカナダの記者陣には不評を買った。

### 経済への影響
サミットの経済効果に大きな期待を寄せていたのは、少数の地元政治家や住民だけであった。トロント市当局や地元議員は、かねてからG20サミットはトロント市の中心地区にあるメトロ・トロント・コンベンションセンターではなく、エキシビション・プレイスのような中心街から隔離された会場で行うべきだと主張してきた。結局、サミット期間中の抗議デモによりトロント市中心地区の建物などに損害が発生し、デビッド・ミラー市長は連邦政府にすべての損害を賠償するよう求めた。だが、政府はセキュリティゾーン内の企業の損害は補償するとしていたものの、実際損害が発生したのはすべてセキュリティゾーン外であったため、中心地区の企業は一部は経済的損害を自己負担せざるを得なくなった。カナダ国会議員ジョン・マッカラムによると、「スティーブン・ハーパーは、サミットをトロント市中心街で開催するという、大きな間違いを犯した」と述べた。トロント・スター紙によると、中心地区のうち少なくとも40店舗が被害にあい、ある会社では修繕に75万ドルもかかったという。

### 海外の反応
6月17日、アメリカ合衆国国務省は交通機関の混乱やG20サミットに対する抗議デモに付随する暴力行為が予想されるとして、トロント市への渡航警告を発出した。この警告はサミット終了日には解除される予定であったが、同時に「平和的なデモ行為も、暴力的で予測不可能な事態に発展するおそれがある」との警告がなされている。トロント市のディヴィッド・ミラー市長はこの警告に対し「過剰反応だ」と述べている。
サミット期間中、海外の報道陣数社がカナダとサミットについてコメントを残している。英BBCのリポーターは、「カナダの人たちは、どんな難しい問題にも答えをもっていて、世界中の人々とその方策を分かち合うことを強く望んでいるようにみえた。この好景気では、誰もが皆カナダ人になりたいと思うのではないか」とカナダ経済について肯定的な意見を述べた。ニューヨーク・タイムズ紙もサミットの準備活動やムスコカの美しい自然などに肯定的なコメントを寄せている。またインドのザ・タイムズ・オブ・インディア紙とザ・ヒンドゥー紙 (The Hindu) は、G20サミット期間中のトロント市で行われた「前例のない」警備手法とその都市生活への効果についてコメントを残している。一方、ロイターのリポーターは国際メディアセンターの人工池に苦言を呈した。
2011年にカンヌサミットを予定していたフランスのサルコジ大統領は、G20カンヌ・サミットの開催費用はカナダでのサミットの10分の1になるだろうと述べた。